# 3 Antena
3 Antena foi uma emissora de televisão brasileira sediada no Rio de Janeiro, capital do estado homônimo. Operava no canal 8 VHF. Foi parte de um movimento que encorajou a operação de diversas estações de televisão clandestinas entre o final dos anos 80 e o início dos anos 90 no eixo Rio-São Paulo.

## História

### Antecedentes da televisão clandestina no Rio de Janeiro (1986-1987)
A aparição de uma emissora de televisão clandestina no Rio de Janeiro já havia acontecido em 1986, por meio da criação da TVento Levou, que operou no canal 3 VHF. A emissora estreou em 1° de novembro, quando inseriu uma interferência no áudio da TV Globo Rio de Janeiro durante a exibição do Jornal Nacional que anunciava uma "situação de emergência" e pedia para os telespectadores sintonizarem o canal 3, onde transmitiu um protesto contra o "monopólio" da emissora. A estação contava com uma equipe de 15 pessoas e um sinal que alcançava, inicialmente, duas ruas de Copacabana. Pouco depois, a instalação de um transmissor mais potente permitiu a ampliação da cobertura para toda a Zona Sul da cidade.
Às 20 horas da véspera do Natal de 1986, em 24 de dezembro, a TVento Levou entrou no ar no canal 13 (anteriormente ocupado pela extinta TV Rio), exibindo paródias dos especiais de fim de ano de Roberto Carlos na Rede Globo e do então presidente José Sarney. Após a transmissão, o Departamento Nacional de Telecomunicações (DENTEL) foi à procura dos transmissores da estação, que estariam em apartamentos da Zona Sul do Rio, mas não obteve sucesso. Os últimos registros de transmissão da TVento Levou ocorreram em abril de 1987, em transmissões conjuntas com a TV Cubo, de São Paulo.

### 3 Antena (1990)
Em 5 de junho de 1990, dois meses após a extinção do DENTEL, entrou no ar a 3 Antena, operando no canal 8, a partir de equipamentos instalados na Zona Sul do Rio. A transmissão incluiu imagens obscenas, um vídeo dublado onde o empresário e fundador da Rede Globo, Roberto Marinho, ensinava como montar uma mini estação clandestina e uma "homenagem" ao presidente Fernando Collor pelo fim das atividades do órgão que impedia transmissões clandestinas.
De 10 a 14 de julho do mesmo ano, a 3 Antena operou diariamente, durante duas horas. No primeiro dia, um grupo de pessoas que assistia a transmissão em um televisor instalado em um bar localizado no bairro do Flamengo foi conduzido pela Polícia Federal para depor. Entre eles, o ex-deputado Liszt Vieira (PT), considerado o porta-voz do movimento das TVs clandestinas. A ação da polícia foi truculenta, levando à fratura do pulso da jornalista Rose Gomes. O esposo dela, Derilson Melo, foi levado algemado até a sede do órgão, na Praça Mauá.
Em agosto de 1990, a 3 Antena e a TV Cubo, estação pirata instalada na cidade de São Paulo, planejaram uma transmissão em conjunto de programas produzidos por ambas. A ação, no entanto, foi cancelada devido à uma discordância da emissora paulista quanto ao conteúdo produzido pelos cariocas, considerado "escatológico", em contraste com o conteúdo comunitário e voltado ao local que era produzido pela TV Cubo.
No dia 29 do mesmo mês, em meio às eleições de 1990, a estação transmitiu um programa que parodiava as propagandas eleitorais dos candidatos a deputado do Rio de Janeiro, além de fazer entrevistas com a população a respeito do assunto. Em um trecho da reportagem, a equipe chegou a influenciar os entrevistados a dizerem palavras de apoio à uma falsa candidatura do político iraquiano Saddam Hussein. Esta foi a última transmissão registrada da 3 Antena. 